# SEEDS 2
SEEDS 2 (Space Engineering EDucation Satellite 2, auch Cubesat-OSCAR 66) war ein japanischer Cubesat-Amateurfunksatellit-Satellit, der von der Nihon-Universität betrieben wurde.

## Start
Er wurde am 28. April 2008 auf einer PSLV-Trägerrakete von Satish Dhawan Space Centre in Indien gestartet und dient der Ausbildung von Studenten.